# Blackman in European Kitchen

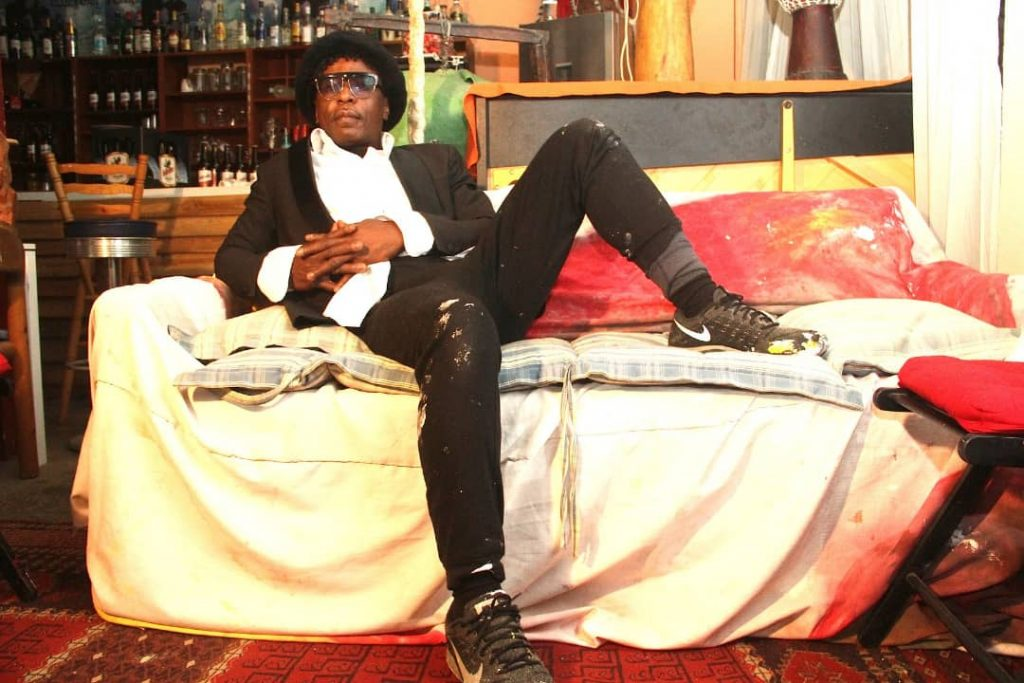
Blackman in European Kitchen – Emmanuel Eni

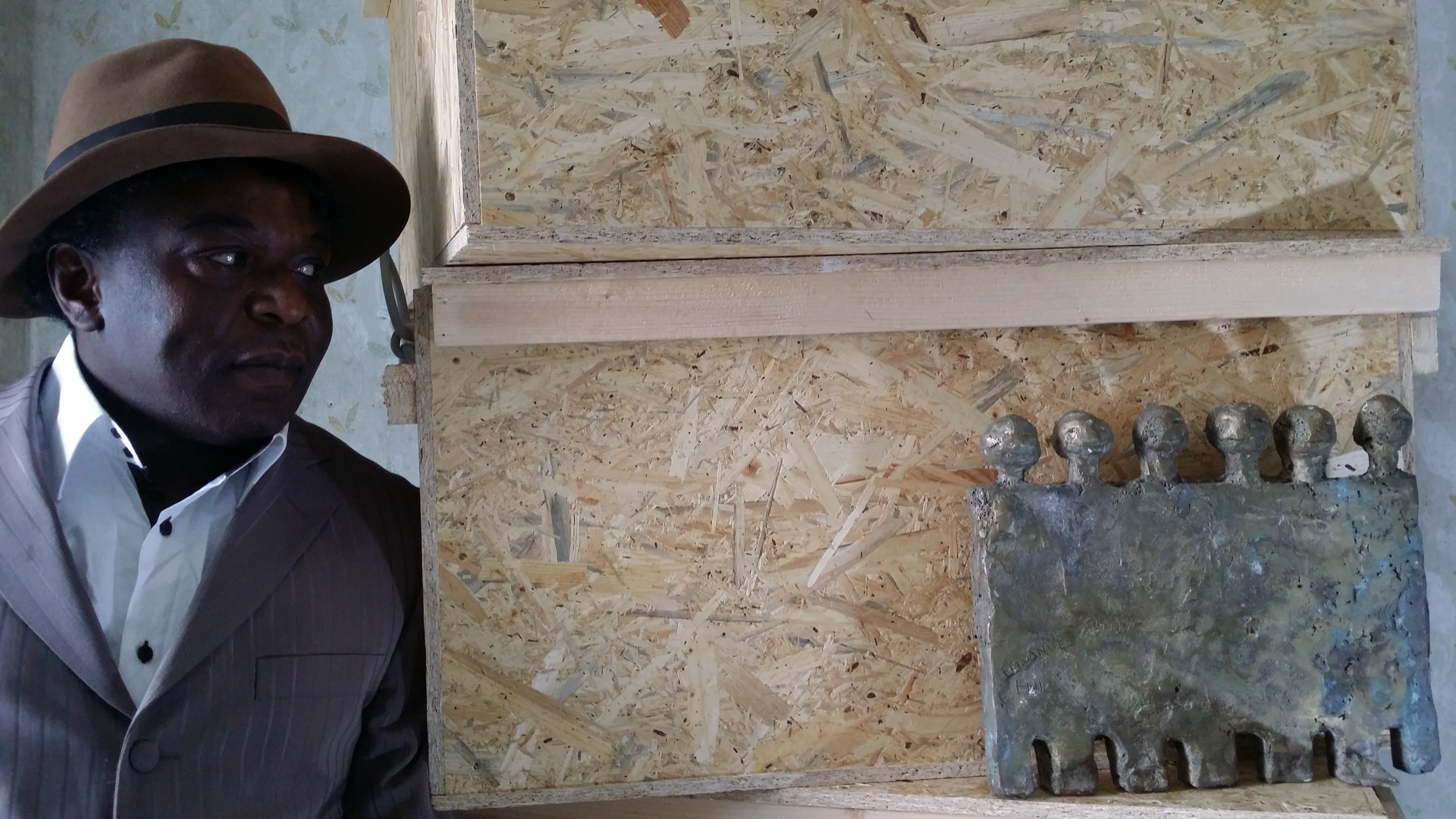
Künstler neben Installation

Blackman in European Kitchen bezeichnet das Werk und die Hauptfigur des nigerianisch-deutschen Performance – Künstlers Emmanuel Eni.
Blackman in European Kitchen ist im Kern ein Gedicht, das von einem Afrikaner handelt, der sich plötzlich in einer europäischen Küche wieder findet. Es ist eingerahmt in Performances und Installationen. Da der Afrikaner hungrig war, muss er kochen, da auch seine Gastgeberin, eine Frau namens Sabina, ihren Geburtstag mit vielen geladenen Gästen feiert. Seine Beobachtung der Küche als großes, glänzendes Klavier, brachte neue Wege zur Überwindung seiner großen Herausforderung – Die Konfrontation mit der neuen Küche, gegenüber seiner alten Welt, zieht die Unterschiede und Gemeinsamkeiten verschiedener Kulturen nach sich.
(Auszug) Durch all seine Gedanken / sah er nach unten / auf seinen Arm und / registrierte, dass er / immer noch das Küchentischtuch / klammerte / in seiner Hand hielt, / und es hatte zu tropfen begonnen / Im Reflex einer Kröte, die entkam / zwischen zwei Handflächen hochgezogen wurde. / Er war am Waschbecken / drückte das Tuch / sobald er zielen konnte. (Auszug Ende)
„Blackman“ Emmanuel Eni ist ein internationaler Künstler aus Nigeria. Er ist zeitgenössischer Bildhauer, Maler und Philosoph. Während er Bildende Kunst an der Universität von Benin, Nigeria, studierte, trat er als Schauspieler in Hauptrollen mit einer Vorliebe für das Gedicht schreiben auf. Als seit über 30 Jahren praktizierender Poet erreichte er einen Höhepunkt mit seinem Wochenprogramm in der Berliner Radio-Show „Unterwegs mit Emmanuel Eni - Die Poesie und die Trommel“. Charakteristika seiner Live-Performances als Soloperformer sind seine einzigartigen visuellen Superlativen Aktionen, solo oder begleitet von Musikern und Tänzern. Zu seinen veröffentlichten Gedichten gehören Kindonkind, Fallandstand, das Drama, „Death of the curator“ / Tod des Kurators, Universes of Water und  „Kindonkind“ seiner 321 Seiten mit 600 Gedichten, Poesie Anthologie.
Blackman in European Kitchen ist das bekannteste Werk von Emmanuel Eni. Es wurde in etwa 70 Performance Aufführungen in Afrika, Europa, USA und Skandinavien präsentiert. Das  Gedicht wurde 2006 in dem Gedichtband Masquaradeundressing bei CPN Publishers London veröffentlicht. Die poetische musikalische Tanzperformance ist variabel von Performer Emmanuel Eni als Soloauftritt oder auch mit Musikern und Tänzer bis zu 20 Personen. Die Performance dauert 25 bis 40 Minuten.